# Vanessa Bueno
Vanessa Bueno (São Paulo, 18 de maio de 1979) é uma atriz brasileira.

## Carreira
Com 14 anos conseguiu sua primeira chance na TV, ao ser convidada para participar de esquetes no humorístico A Praça É Nossa, do SBT. No quadro, vivia a Filha do Homem de Itu. Também participou do humorístico A Escolinha do Golias.
Ganhou visibilidade na TV no início dos anos 2000, quando fez parte do humorístico A Turma do Didi, onde ficou até o fim de 2002.
Vanessa foi capa da revista Boa Forma em janeiro de 2005.
Em 2022, é contratada pela RecordTV, para participar da série Reis.

### Televisão
| Ano       | Título                      | Personagem         | Notas                           |
| --------- | --------------------------- | ------------------ | ------------------------------- |
| 2024      | Mania de Você               | Diana Gomez Castro |                                 |
| 2023      | Vai na Fé                   | Raquel             | Episódio: "31 de maio"          |
| 2022      | Reis                        | Ábila              |                                 |
| 2022      | Desalma                     | Anninka (jovem)    | 5 episódios                     |
| 2020      | Amor e Sorte                | Rita               | Episódio: "Lúcia e Gilda"       |
| 2020      | Todas as Mulheres do Mundo  | Caroline           | Episódio: "11"                  |
| 2018      | O Tempo Não Para            | Aimée              |                                 |
| 2018      | Malhação: Vidas Brasileiras | Larissa            |                                 |
| 2016      | Lúcia McCartney             | Maryanne           |                                 |
| 2015      | Babilônia                   | Bárbara            |                                 |
| 2015      | As Canalhas                 | Iara               | Episódio: "Julieta"             |
| 2014      | Em Família                  | Marta              |                                 |
| 2014      | Amor à Vida                 | Dra. Gisele Aguiar |                                 |
| 2012      | Amor Eterno Amor            | Danusa             |                                 |
| 2010      | S.O.S. Emergência           | Sílvia             | Episódio: "Muitos Anos de Vida" |
| 2010      | Malhação ID                 | Patrícia           |                                 |
| 2008      | Dicas de um Sedutor         | Michelle Ellechim  | Episódio: "Filho Atrapalha?"    |
| 2007      | Pé na Jaca                  | Ticiana            |                                 |
| 2006      | Floribella                  | Karen              |                                 |
| 2006      | Mandrake                    | Eva                | Episódio: "Eva"                 |
| 2004      | Malhação                    | Prof. Cláudia      |                                 |
| 2003      | Mulheres Apaixonadas        | Daniele            | Episódio: "17 de fevereiro"     |
| 1998–2001 | A Turma do Didi             | Lili (Lita)        |                                 |
| 1995      | A Escolinha do Golias       | Vanessa            |                                 |

### No Cinema
| Ano  | Título                     | Personagem         |
| ---- | -------------------------- | ------------------ |
| 2012 | Até que a Sorte Nos Separe | Mulher na academia |
| 2006 | Turistas                   | Garota             |
| 2003 | Didi, O Cupido Trapalhão   | Adriana (Dri)      |

## Vida pessoal
Vanessa é de origem croata.
A atriz foi casada com o economista Christian de Almeida Rego, com quem tem um filho chamado Lucas.

Passou por um traumático sequestro em 2002, quando ficou 14 horas em um pântano na capital fluminense.